# Sybarytyzm
Sybarytyzm – leniwy, wygodny tryb życia w luksusach i dostatku; wygodnictwo. Termin pochodzi od starożytnego greckiego miasta Sybaris, którego mieszkańcy wiedli dostatnie życie, folgując wszelakim przyjemnościom.